# Ermita de la Magdalena (Azpeitia)
La ermita de la Magdalena, sita en la villa guipuzcoana de Azpeitia (País Vasco, España) es un edificio de planta rectangular y cubierta a dos aguas, con el caballete paralelo a la fachada principal y única visible. Fue un antiguo hospital donde se hospedó San Ignacio de Loyola tres meses en 1553.
Actualmente está dispuesta entre las medianeras de dos edificaciones vacías de cuatro plantas, probablemente residenciales y de finales del siglo XIX o anteriores.
En la entrada hay una placa que informa: 
"SE RESTAURO ESTA CAPILLA EN EL AÑO 1921, 4º CENTENARIO DE LA CONVERSION DE SAN IGNACIO DE LOYOLA"
Se conserva una imagen de Santa María Magdalena de casi dos metros, otra de San Francisco de Borja y otra de San Ignacio de Loyola. La ermita se cita en 1511 en un inventario de bienes donde ponía que tenía muchas tierras, manzanales y 45 camas en su hospital. En 1526 se tendría 30 camas y en 1529 unas 32 camas.

## Características arquitectónicas
La ermita se organiza en una nave única, planta rectangular de dimensiones reducidas, sobre la que se vuelca una planta superior en "ele" en torno a ella, a modo de coro alto sobre el porche. Los tres tramos de los que se compone la nave tienen su correspondencia con la organización de la ermita: el primer tramo se corresponde con el altar, de testero plano que hace de medianera, y desde el que lateralmente se accede a la sacristía; el tramo central da el acceso único y lateral a la propia ermita; y el último tramo, se corresponde con el lado corto del coro, nivel intermedio volcado sobre la nave, que dispone también de las escaleras que comunican ambos niveles.
Los dos primeros tramos se cubren con bóvedas bastante aplanadas con nervios que parecen decorativos, con molduras. El tercer tramo, por ser más estrecho, se cubre con bóveda de lunetos. Los formeros de las bóvedas no siguen una directriz clara, presentan tramos rectos, empalmados por curvas, y sus arranques también aparecen decorados. Al interior, la ermita está completamente enlucida y pintada.
La iluminación se realiza mediante ventanas en ambos muros laterales. En el muro que da a monte, se abren cuatro ventanas de proporción vertical, sin mayor relación al orden estructural; tres de ellas decoradas con escenas en su vidriería. En el coro, en el lado largo de la fachada principal, se abren tres huecos de proporción más vertical, cada uno de ellos en el centro del vano, sobre cada arco del porche. Los huecos se resuelven con arcos rebajados, en ladrillo, y aparecen al exterior con rico enrejado de hierro.
En la fábrica de ladrillo sobre el porche, estos huecos verticales interrumpen una banda horizontal trabajada con dibujos derivados del mudéjar, mientras que el resto de la fábrica de ladrillo se resuelve con aparejo a soga. En las esquinas aparece sillar, visible puesto que la ermita avanza sobre las medianeras contiguas.
Sobre el vano central, la cubierta de teja se remata con espadaña.
Un porche profundo en planta baja, a todo lo largo de la fachada, precede y protege la portada de acceso a la ermita. Este presenta tres arcos de medio punto en el plano de fachada, y queda cubierto con bóveda de arista en los tres tramos. Los arranques de las bóvedas aparecen decorados a modo de débiles ménsulas, tanto en el plano de los arcos, como en el muro interior, aparejado en sillarejo. Presenta un banco corrido en el perímetro interior del porche, sólo interrumpido por la portada de acceso al interior de la ermita, cuyo dintel se resuelve de una pieza. En el muro interior, dos grandes escenas realizadas en azulejo, recuerdan la predicación de San Ignacio.
La ermita queda precedida por un jardincillo en embudo desde la puerta de acceso hasta el edificio de la ermita, con una verja que lo encierra. Sus puntos de refuerzo llevan el mismo tratamiento de ladrillo que en la fachada principal.

## Análisis formal
Este pequeño edificio, tiene una composición exterior simétrica llevada a cabo mediante la superposición de los tres huecos altos de las ventanas sobre los correspondientes arcos del porche, remarcando el eje con la espadaña alta y la forma triangular del jardín y su acceso por uno de sus ángulos.
La correspondencia formal entre el exterior y el interior se plantea de modo no riguroso, con la curiosa y fresca disposición del coro en "ele", resuelta con una buscada sencillez de la forma general: el prisma simple del cuerpo alto sobre los airosos arcos, y los esquinales que encuadran la fachada superior, contrastada por el rojo del ladrillo y el rico, aunque discreto aparejo, que recuerda al de la fachada de la también azpeitiana casa Antxieta, de claros rasgos mudéjares, también presentes en las vecinas casas de Loiola y la azkoitiana de Floreaga.
La ermita de la Magdalena, que puede incluirse en el campo del tardío renacimiento de influencia hispánica, con elementos barrocos, pasa casi desapercibida en su modestia, pero una observación pausada nos revela la sabiduría de sus sencillas y delicadas formas.

## Análisis constructivo
Destaca la fachada alta de ladrillo, con un aparejo que forma dibujos, pero los muros son de sillarejo, apareciendo el sillar en los esquinales y los revestidos pilares.
El pórtico se cubre con bóveda de arista sobre los arcos de fachada, los formeros y el muro longitudinal de acceso. La cubrición de la capilla parece pertenecer al sistema adintelado, al menos en parte, vistas las vigas que soportan algunos bordes; las bóvedas de crucería de dos de los tramos, excesivamente aplanadas, podrían ser decorativas. El tercer tramo, por ser más estrecho, se cubre con bóveda de lunetos, también rebajadísimos, aspecto que también debiera ser más profundamente investigado.
Al interior, la ermita aparece completamente enlucida.